# Parque nacional de Luambe
El Parque nacional de Luambe (en inglés: Luambe National Park) se encuentra en la provincia oriental de Zambia. El parque está situado al noreste del más conocido parque nacional de Luangwa del sur, y al sur del inaccesible parque nacional de Luangwa del norte. Al igual que sus vecinos, está situado en el Valle del Rift del río Luangwa.
Con sólo 254 km² de extensión, Luambe es uno de los parques nacionales más pequeños de Zambia. Fue declarado en 1938 y es por lo tanto una de las áreas protegidas más antiguas de Zambia.
Se encuentra en el fondo del valle botton, al lado del río. La ecorregión incluye bosques y un tipo de sabana más tolerante a las condiciones de sequía más calientes en la parte inferior del valle. La altitud es de 500-700 metros sobre el nivel del mar. En algunos lugares, los árboles son bastante densos, en otros se da paso a los pastizales.